# Tempestade tropical do Dia da Marmota de 1952
A extraordinária tempestade do Dia da Marmota de 1952 foi o único ciclone tropical do Atlântico registado em fevereiro. Observado pela primeira vez no oeste do Mar do Caribe em fevereiro 2 como uma baixa não frontal, moveu-se rapidamente ao longo de sua duração e atingiu o sudoeste da Flórida no dia seguinte como uma tempestade com força de vendaval. No estado, os ventos danificaram algumas plantações e linhas de transmissão de energia, mas nenhum dano grave foi relatado. O sistema se tornou uma tempestade tropical após emergir sobre o Oceano Atlântico antes de rapidamente fazer a transição para um ciclone extratropical em fevereiro 4 Fortes ventos e ondas levaram um cargueiro até a costa, mas nenhum ferimento foi relacionado ao evento. Posteriormente, a tempestade atingiu o leste da Nova Inglaterra, causando pequenas quedas de energia, antes de se mover para o interior perto do Maine . Não houve relatos de fatalidades relacionadas à tempestade .

## História meteorológica

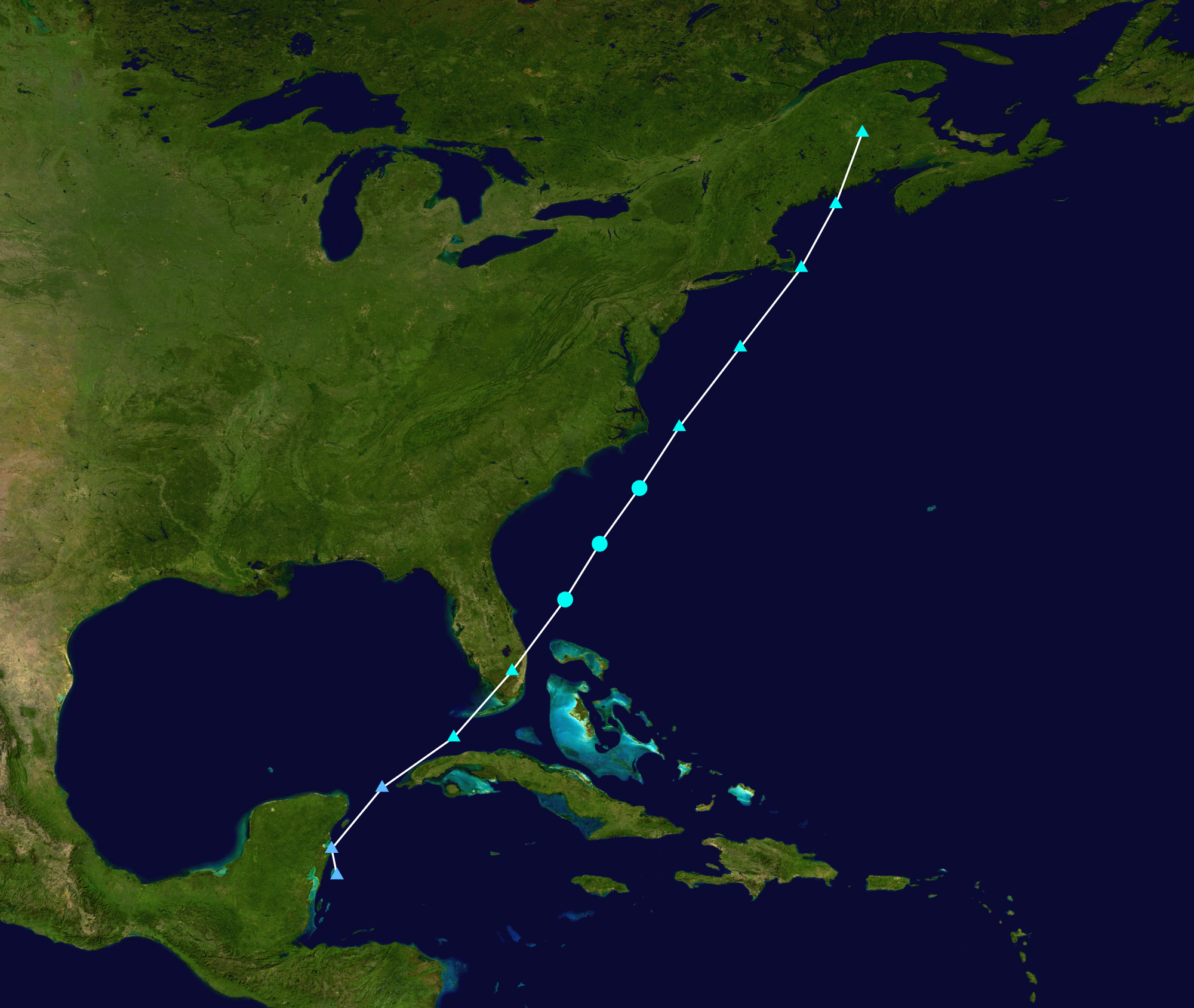
Caminho de tempestade

Em fevereiro 2, Dia da Marmota, uma perturbação foi observada pela primeira vez no oeste do Mar do Caribe . Os ventos foram estimados em cerca de 35 mph (55 km / h), e seguiu rapidamente para o norte, inicialmente para o norte-noroeste. Depois de passar perto de Cancún ao longo da Península de Yucatán, virou para o nordeste e roçou a costa noroeste de Cuba . No início de fevereiro 3 a tempestade se aproximou de Key West e, logo em seguida, atingiu a costa perto de Cape Sable, Flórida . Ele cruzou rapidamente o estado, passando perto de Miami antes de emergir no oeste do Oceano Atlântico .  O escritório do Serviço Nacional de Meteorologia de Miami registou uma rajada de vento de 84 mph (110 km / h), bem como ventos com força de tempestade tropical sustentada por cerca de quatro horas; a estação também registou uma pressão barométrica de 1004 mbar (29,66 inHg) .
Depois de deixar a Flórida, a tempestade continuou rapidamente em direção ao nordeste e fez a transição para um ciclone tropical. No final de fevereiro 3 atingiu seu pico de força com ventos sustentados máximos de 70 mph (110 km / h) . Em fevereiro 4 completou a transição para um ciclone extratropical na costa da Carolina do Norte.  Naquela época, ventos com força de vendaval estendiam-se por 100 milhas (160 km) a leste do centro . Mais tarde naquele dia, ele passou por Cabo Cod, e no início de fevereiro 5 mudou-se para o leste do Maine. A Divisão de Pesquisa de Furacões avaliou que a tempestade havia perdido sua identidade logo em seguida, em New Brunswick .  No entanto, um mapa produzido pelo US Weather Bureau indicou que a tempestade continuou em direção ao norte no Golfo de Saint Lawrence e mais tarde cruzou o leste de Quebec e Labrador. Em fevereiro 6, atingiu o oceano novamente, aprofundando-se a uma pressão mínima de 988 mbar (29,18 inHg). Nesse ponto, a trilha do Weather Bureau terminou e, como tal, o destino final da tempestade é desconhecido .

## Impacto e registos
Moradores e turistas no sul da Flórida não estavam preparados para a tempestade incomum de baixa temporada . Ventos de até 65 mph (105 km / h) espalhados pela área,. causando danos a janelas e linhas de energia . A tempestade caiu 2-4 polegadas (50–100 mm) de precipitação ao longo de seu trajeto; a combinação de chuvas e ventos fora de época resultou em danos às colheitas no condado de Miami-Dade.

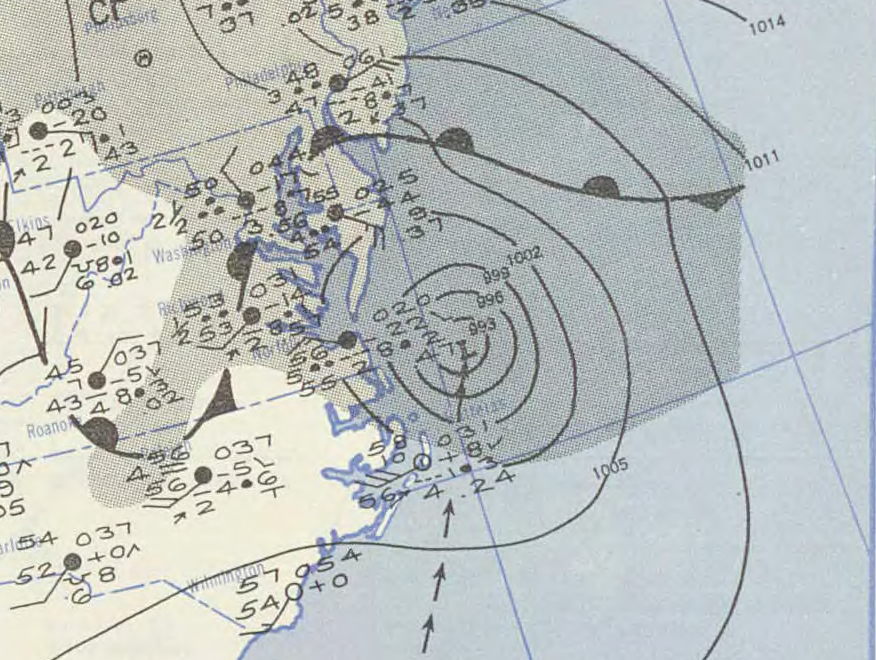
Mapa de pressão mostrando a tempestade tropical do Dia da Marmota como uma tempestade extratropical na costa leste.

Depois que a tempestade atingiu o Atlântico ocidental, o Miami US Weather Bureau emitiu avisos de tempestade para a costa da Carolina do Norte de Wilmington ao Cabo Hatteras ; a região foi avisada para se preparar para ventos fortes. A agência também emitiu um pequeno conselho sobre embarcações para o sul, por meio de Charleston, na Carolina do Sul.. No mar, a tempestade produziu ventos de até 85 mph (140 km / h), bem como ondas de até 35 pés (10 m) de altura. A combinação de ventos e ondas fortes levou um cargueiro à costa ao longo da Ilha de Portsmouth, em Outer Banks,. depois que o motor foi danificado quando a água entrou na linha de combustível . Os 26 A tripulação planeada inicialmente para evacuar, mas depois decidiu ficar no cargueiro enquanto a Guarda Costeira dos Estados Unidos foi destacada para ajudar.  O mar danificou uma parte do navio, mas toda a tripulação foi resgatada sem ferimentos . A tempestade mais tarde atingiu a Nova Inglaterra, trazendo chuva, neblina, temperaturas mais altas e rajadas de vento. A combinação resultou em postes de energia e galhos de árvores derrubados, deixando 10.000 casas sem eletricidade.
A tempestade foi descrita como uma "aberração", formando-se cerca de três meses após o fim da temporada de furacões. O meteorologista chefe do Miami US Weather Bureau, Grady Norton, observou que não tinha certeza de como o ciclone se desenvolveu .. É a única tempestade tropical ou subtropical registada em fevereiro e foi o primeiro ciclone tropical a atingir os Estados Unidos .  A sua estrutura inicialmente era incerta e a tempestade não foi incluída no resumo da temporada de furacões no Atlântico de 1952, publicado pelo escritório do Miami Weather Bureau. Por fim, foi incluído no banco de dados de ciclones tropicais. Se tivesse sido tratado operacionalmente como um ciclone tropical, teria sido denominado Tempestade Tropical Able .